# Заслужений працівник культури Російської Федерації
Заслу́жений працівни́к культу́ри Росі́йської Федера́ції (рос. Заслуженный работник культуры Российской Федерации) — почесне звання державної нагородної системи Російської Федерації.

## Історія
Почесне звання «Заслужений працівник культури Російської Федерації», за зразком існуючого в СРСР звання «Заслужений працівник культури РРФСР», встановлено Указом Президента Російської Федерації від 30 грудня 1995 року № 1341 «Про встановлення почесних звань Російської Федерації, затвердження положень про почесні звання та опису нагрудного знака до почесним звань Російської Федерації». Тим же ж указом затверджено початкове Положення про почесне звання. Після зміни назви держави з «Російська Радянська Федеративна Соціалістична Республіка» на «Російська Федерація» в назвах усіх почесних звань найменування «РРФСР» було замінено словами «Російської Федерації», таким чином, з 1992 року до 30 березня 1996 року проводилося нагородження однотипного почесного звання РРФСР, яке існувало з 1964 року, з тотожним сучасному найменуванням.
У теперішньому вигляді Положення про почесне звання затверджено Указом Президента Російської Федерації від 7 вересня 2010 року № 1099 «Про заходи щодо вдосконалення державної нагородної системи Російської Федерації».

## Підстави для присвоєння
Звання «Заслужений працівник культури Російської Федерації» високопрофесійним працівникам організацій, що працюють в галузі культури, мистецтва, освіти, поліграфії, друку, кінематографії, радіо і телебачення, а також учасникам самодіяльної творчості та особам, які беруть участь в роботі організацій культури і мистецтва на громадських засадах, за особисті заслуги:
- у розвитку та широкій популяризації російської культури;
- у розробці та прийнятті комплексних заходів щодо збереження і примноження багатонаціональної культурної та історичної спадщини Росії;
- у створенні російського високоякісного дослідного або науково-пізнавального продукту в галузі культури, мистецтва та історії;
- у підготовці кваліфікованих кадрів для російських організацій, що працюють у галузі культури, мистецтва.

Почесне звання «Заслужений працівник культури Російської Федерації» присвоюється, як правило, не раніше ніж через 20 років з початку здійснення професійної діяльності та при наявності у представленої до нагороди особи галузевих нагород (заохочень) федерального органу державної влади або органів державної влади суб'єктів Російської Федерації.

## Порядок присвоєння
Почесні звання Російської Федерації присвоюються указами Президента Російської Федерації на підставі подань, внесених йому за результатами розгляду клопотання про нагородження і пропозиції комісії при Президентові Російської Федерації з державних нагород.